# Joseph Msika

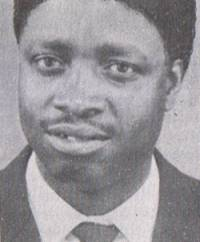
Joseph Msika

Joseph Wilfred Msika (* 6. Dezember 1923 in Südrhodesien; † 4. August 2009 in Harare) war ein Politiker aus Simbabwe und vom 23. Dezember 1999 bis zu seinem Tod neben Joice Mujuru einer der beiden Vizepräsidenten des Landes unter Robert Mugabe.
Msika war ursprünglich Mitglied der Zimbabwe African People’s Union (ZAPU), die später in der Zimbabwe African National Union (ZANU) aufging und zur Zimbabwe African National Union – Patriotic Front wurde.
1964 wurde er im Hause von Josiah Mushore Chinamano verhaftet.
Nach dem Tod von Joshua Nkomo wurde er Vizepräsident.